# Läkarebo naturreservat
Läkarebo är ett naturreservat i Ödenäs socken i Alingsås kommun i Västergötland.
Området på 0,56 hektar är skyddat sedan 1959 och ligger vid södra änden av Läkarebotjärn i Ödenäs.
Där finns en skogsgård med kulturhistoriskt intressanta byggnader. Intill gården finns gamla tallar, som skyddades som naturminne 1959.